# Metropolit
Metropolit je škof rimskokatoliške ali pravoslavne Cerkve, ki mu je zaupano vodenje cerkvene pokrajine ali metropolije. Njegove insignije se imenujejo palij, bel volnen trak s črnimi križi, ki ga nosi okrog vratu. Katoliškim metropolitom oz. nadškofom ga podeli papež.
Slovenija je postala samostojna cerkvena pokrajina (uradno poimenovana po njenem sedežu ljubljanska) leta 1968 in dobila svojega metropolita z umestitvijo Jožefa Pogačnika leta 1969. Prvotno je vključevala samo ljubljansko nadškofijo in sufragansko mariborsko-lavantinsko škofijo, 1977 je postala njen del in s tem sufraganska škofija še ponovno ustanovljena in teritorialno preurejena koprska škofija. Od leta 2006 je ozemlje Slovenije razdeljeno na dve metropoliji: ljubljansko in mariborsko, vsaka od njiju pa ima poleg matične nadškofije po dve sufraganski škofiji.
Pravoslavni verniki (Srbske pravoslavne cerkve) v Sloveniji spadajo pod zagrebško-ljubljanskega metropolita s sedežem v Zagrebu.